# Experimental Physiology
Experimental Physiology (englisch für „Experimentalphysiologie“), abgekürzt Exp. Physiol., ist eine wissenschaftliche Fachzeitschrift, die vom Wiley-Blackwell-Verlag veröffentlicht wird. Die Zeitschrift ist ein offizielles Publikationsorgan der Physiological Society. Sie erscheint mit zwölf Ausgaben im Jahr und veröffentlicht Arbeiten, die sich mit allen Aspekten der Physiologie beschäftigen.
Der Impact Factor lag im Jahr 2014 bei 2,669. Nach der Statistik des ISI Web of Knowledge wird das Journal mit diesem Impact Factor in der Kategorie Physiologie an 33. Stelle von 83 Zeitschriften geführt.